# Čereňany
Čereňany és un poble i municipi d'Eslovàquia que es troba a la regió de Trenčín. La primera menció escrita de la vila es remunta al 1329.

## Demografia
| Godina             | 1994 | 2004   | 2014   | 2024   |
| ------------------ | ---- | ------ | ------ | ------ |
| Nombre de persones | 1697 | 1730   | 1692   | 1742   |
| Diferència         |      | +1,94% | −2,19% | +2,95% |

| Godina             | 2023 | 2024   |
| ------------------ | ---- | ------ |
| Nombre de persones | 1730 | 1742   |
| Diferència         |      | +0,69% |